# Франкенштейн и я
Франкенштейн и я (англ. Frankenstein and Me) — американский детский фильм ужасов 1996 года режиссёра Роберта Тиннемана.

## Сюжет
Действие фильма разворачивается вокруг мальчика Майкла, который отправляется в летний лагерь. Там он знакомится со своим новым соседом по комнате — бледным мрачным подростком по имени Барт, который оказывается потомком знаменитого доктора Франкенштейна.
Однажды Майкл случайно находит лабораторию Барта, где тот хранит останки своего предка — чудовища Франкенштейна. Мальчик по неосторожности оживляет монстра электрическим разрядом. Теперь Майкл и Барт вынуждены совместно скрывать существование чудовища от других детей и взрослых в лагере. финале Майклу и Барту удаётся обмануть всех, заставив поверить, что чудовище — всего лишь переодетый в костюм человек.

## В главных ролях
- Барри Боствик
- Райан Дженкинс
- Карл Банас
- Райан Гослинг

## Производство
Фильм снимался в Канаде, его бюджет составил около 5 миллионов долларов. Премьера состоялась в 1996 году, фильм вышел сразу на видео.

## Оценка критиками
фильм был оценен на агрегаторе рецензий rotten tomatoes 56 % из 100 % на основе 1 рецензии
на imdb фильм был оценен на 5.0 из 10.0
Основные претензии критиков:
- Слабый, неоригинальный сценарий, основанный на избитых штампах фильмов ужасов[источник не указан 583 дня].
- Поверхностная актёрская игра исполнителей главных ролей[источник не указан 583 дня].
- Низкое качество спецэффектов и грима чудовища Франкенштейна[источник не указан 583 дня].

Положительно критики отзывались разве что о жанровой принадлежности фильма и его ориентации на юного зрителя.
Типичная цитата из рецензии: «Слабый подростковый фильм ужасов, который мог бы стать приятным времяпрепровождением для детей, если бы не отталкивающе дешёвые спецэффекты» (The Washington Post).
Таким образом, критики сошлись во мнении, что «Frankenstein and Me» — это типичный пример неудачного фильма ужасов категории B конца 1990-х годов.